# Mariä Heimsuchung (Ommersheim)

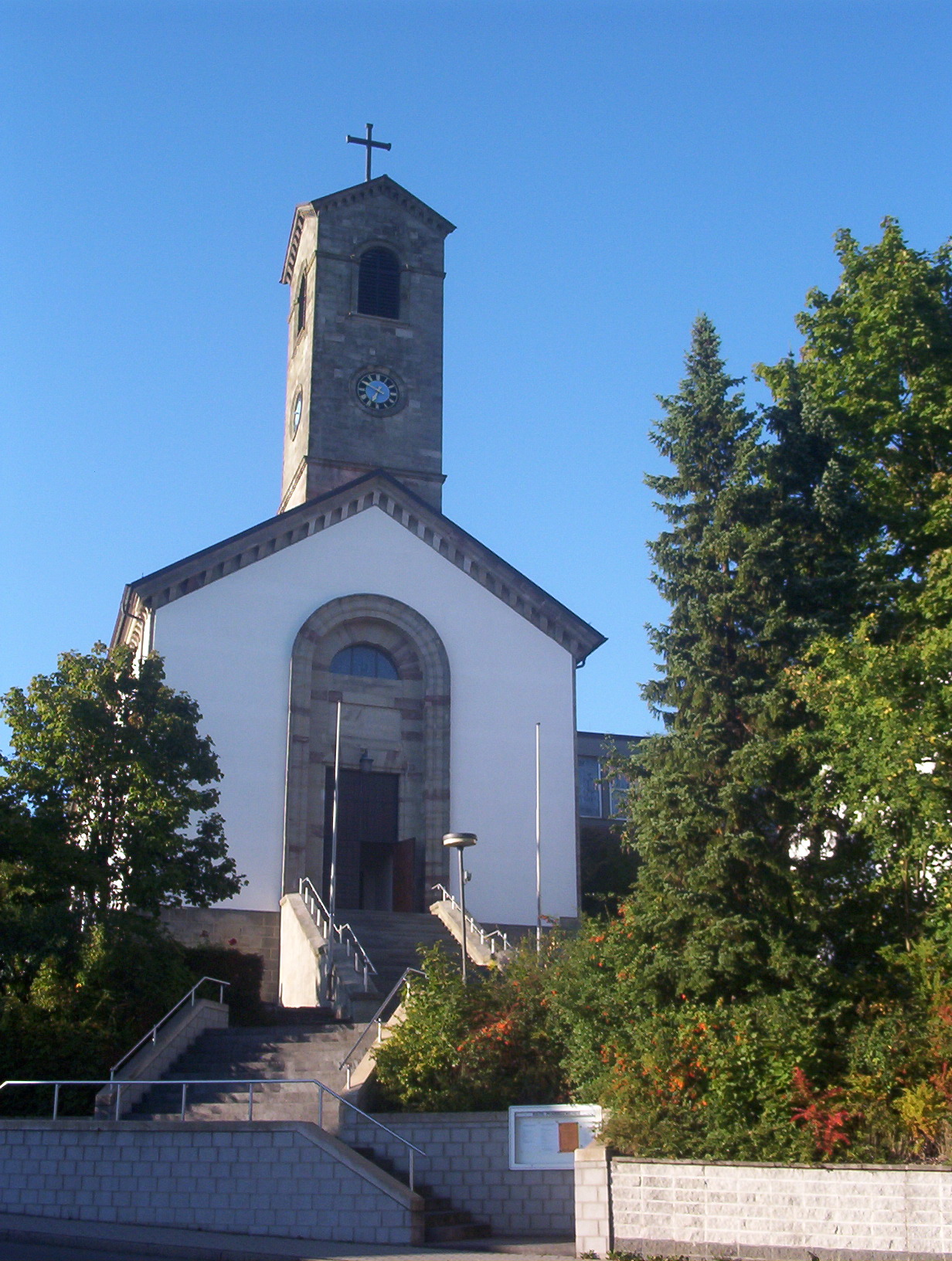
Die Pfarrkirche Mariä Heimsuchung in Ommersheim

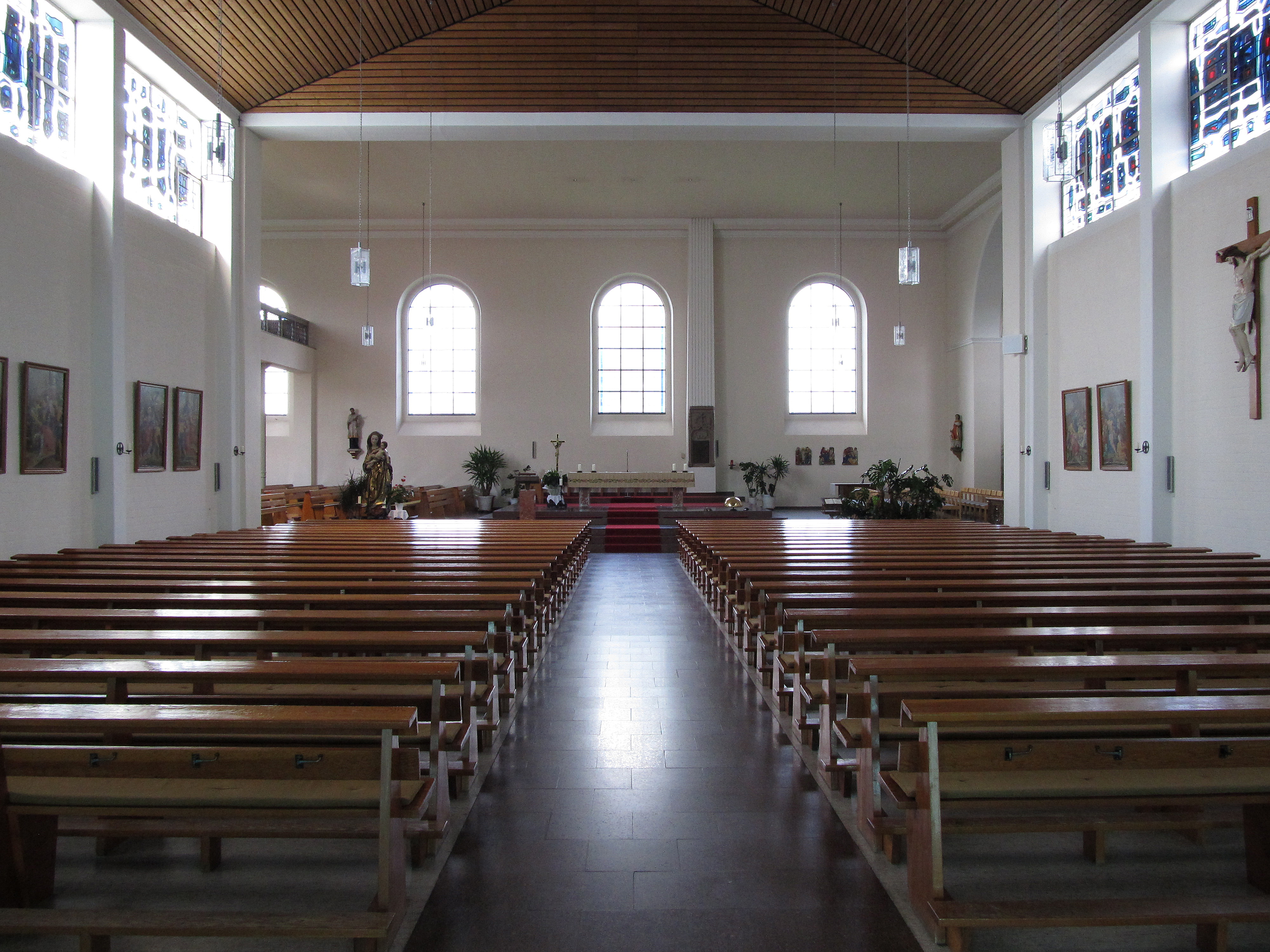
Blick ins Innere der Kirche

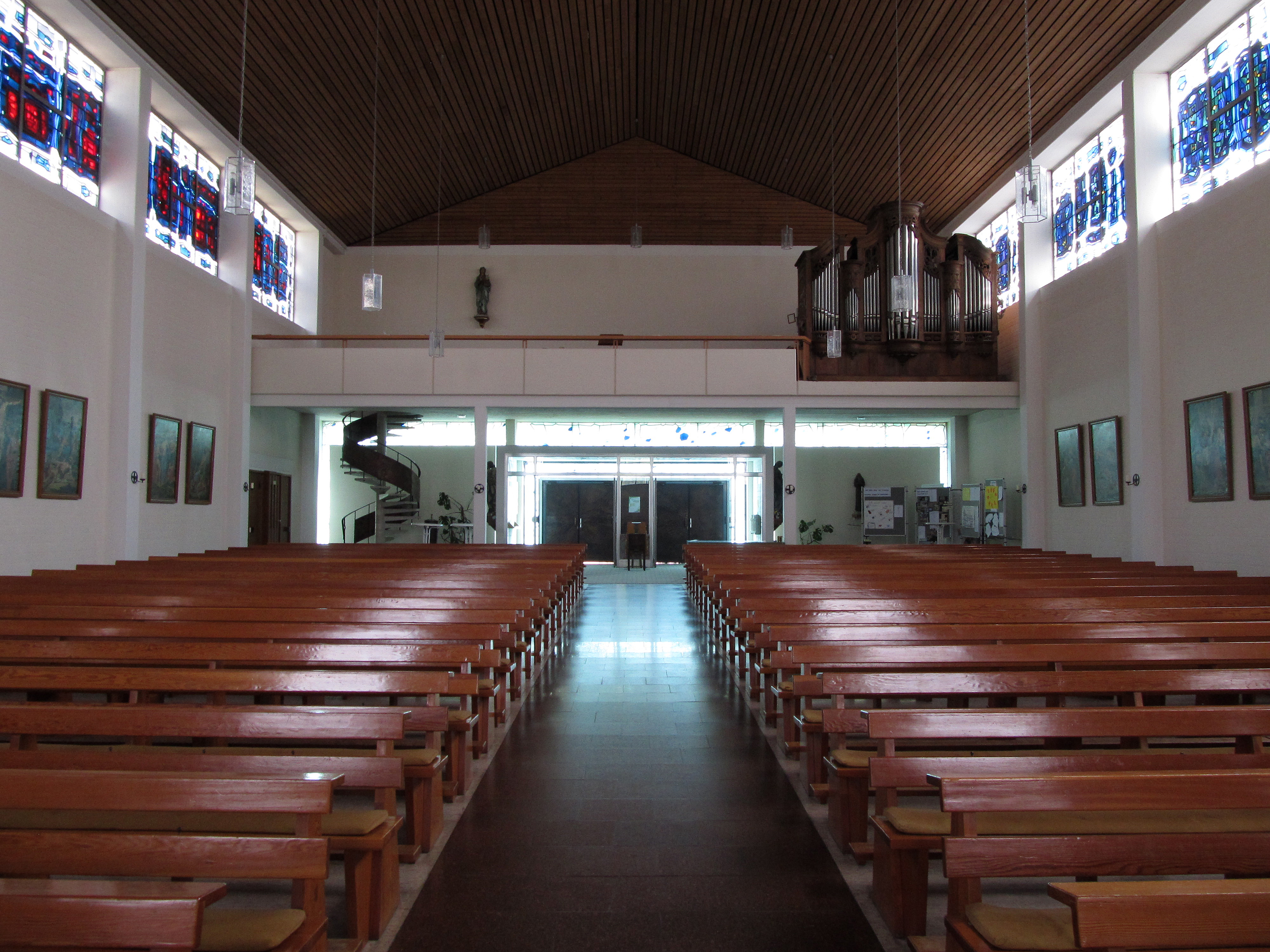
Blick vom Altarraum in Richtung Orgelempore

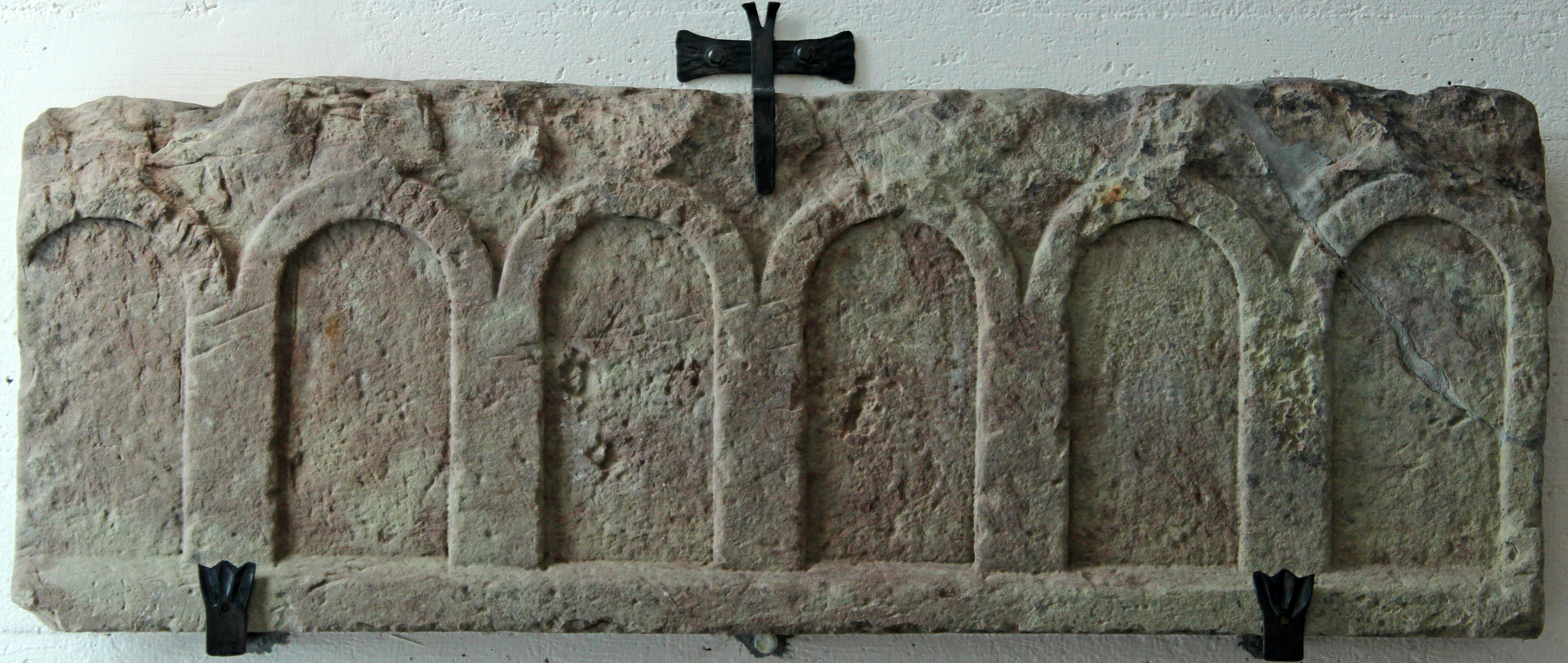
Romanischer Bogenfries

Die Kirche Mariä Heimsuchung ist eine katholische Pfarrkirche in Ommersheim, einem Ortsteil der Gemeinde Mandelbachtal, und der Begegnung Marias mit Elisabet und damit einer Episode aus dem Marienleben geweiht. In der Denkmalliste des Saarlandes ist die Kirche als Einzeldenkmal aufgeführt.

## Geschichte
Der Vorgängerbau der heutigen Kirche, ein Gotteshaus aus dem 11. Jahrhundert, erwies sich zunehmend als zu klein und wurde 1827 wegen Baufälligkeit abgerissen.
1829 entstand nach Plänen des königlich-bayerischen Bezirksbauingenieurs Paul Camille von Denis der Nachfolgebau im spätklassizistischen Stil. Camille von Denis zeichnete 1835 auch für die Planung der ersten deutschen Eisenbahnlinie mit Dampfbetrieb verantwortlich, der Bayerischen Ludwigsbahn zwischen Nürnberg und Fürth. Zum Zeitpunkt der Fertigstellung war das Kirchengebäude das größte im ganzen Bliesgau.
Bei Kampfhandlungen gegen Ende des Zweiten Weltkrieges wurde die Kirche am 15. März 1945 schwer beschädigt, konnte aber bis Ende 1945 wieder aufgebaut werden.
Aufgrund der Bevölkerungsentwicklung wuchs die Ommersheimer Kirchengemeinde in den folgenden Jahren immer weiter an. 1966 gründete man einen Kirchenbauverein, der Geldmittel für eine Erweiterung des Kirchengebäudes sammelte. Nach Plänen des Architekten Emil Hery (Homburg) begannen bereits am 10. April 1967 die Arbeiten an einem modernen, hallenartigen Erweiterungsbau östlich der bestehenden Kirche. Hierfür entfernte man große Teile der Ostwand, funktionierte das Langhaus der früheren Kirche zum Chor- bzw. Altarraum um und veränderte dabei sehr stark den bisherigen Raumcharakter. Am 7. Juli 1968 erfolgte die Einweihung des Gotteshauses durch den damaligen Speyrer Bischof Friedrich Wetter.

## Ausstattung
Im Inneren findet sich u. a. eine aus der Vorgängerkirche stammende spätgotische Sakramentsnische aus dem 15. Jahrhundert, eine barocke Figur des heiligen Laurentius von 1740, ein Holzkruzifix aus dem 18. Jahrhundert und der vergoldete Tabernakel von 1862 aus dem im Krieg zerstörten Hochaltar. Ebenfalls erwähnenswert ist eine vermutlich im 14. Jahrhundert entstandene Madonna mit Kind.
Zu den weiteren Heiligenfiguren zählt ein heiliger Josef aus dem 19. Jahrhundert und eine Herz-Mariä-Statue. Die Bruder-Konrad-Statue im modernen Anbau links des Haupteingangs schuf der überregional bedeutende Blieskasteler Bildhauer Karl Erich Riemann (1889–1945). Auffällig ist auch die große Marienfigur mit Jesuskind links vor dem Hauptaltar, eine Kopie nach Tilman Riemenschneider.
In der Apsis der alten Kirche steht ein 1930 angeschaffter Taufstein aus Carrara-Marmor und davor eine ehemalige Kommunionbank von 1894 mit symbolhaftem Bildprogramm.
Die Bilder des Kreuzweges an den Seitenwänden des modernen Anbaus sind Kopien von Werken des Malers Joseph Ritter von Führich (Wien) im Stil der Nazarener. Im gleichen Stil wurden auch die drei Holzreliefs rechts des Hauptaltars angefertigt, die den Kanzelkorb der alten Kirche geschmückt hatten.
Die Kirchenfenster im modernen Anbau stammen von dem Künstler Wilhelm-Alois Kurz (Neunkirchen). Im Eingangsbereich des Anbaus ist ein romanischer Bogenfries aus der Vorgängerkirche zu sehen, der 2002 in der Gartenmauer eines Ommersheimer Anwesens entdeckt wurde.

## Orgel

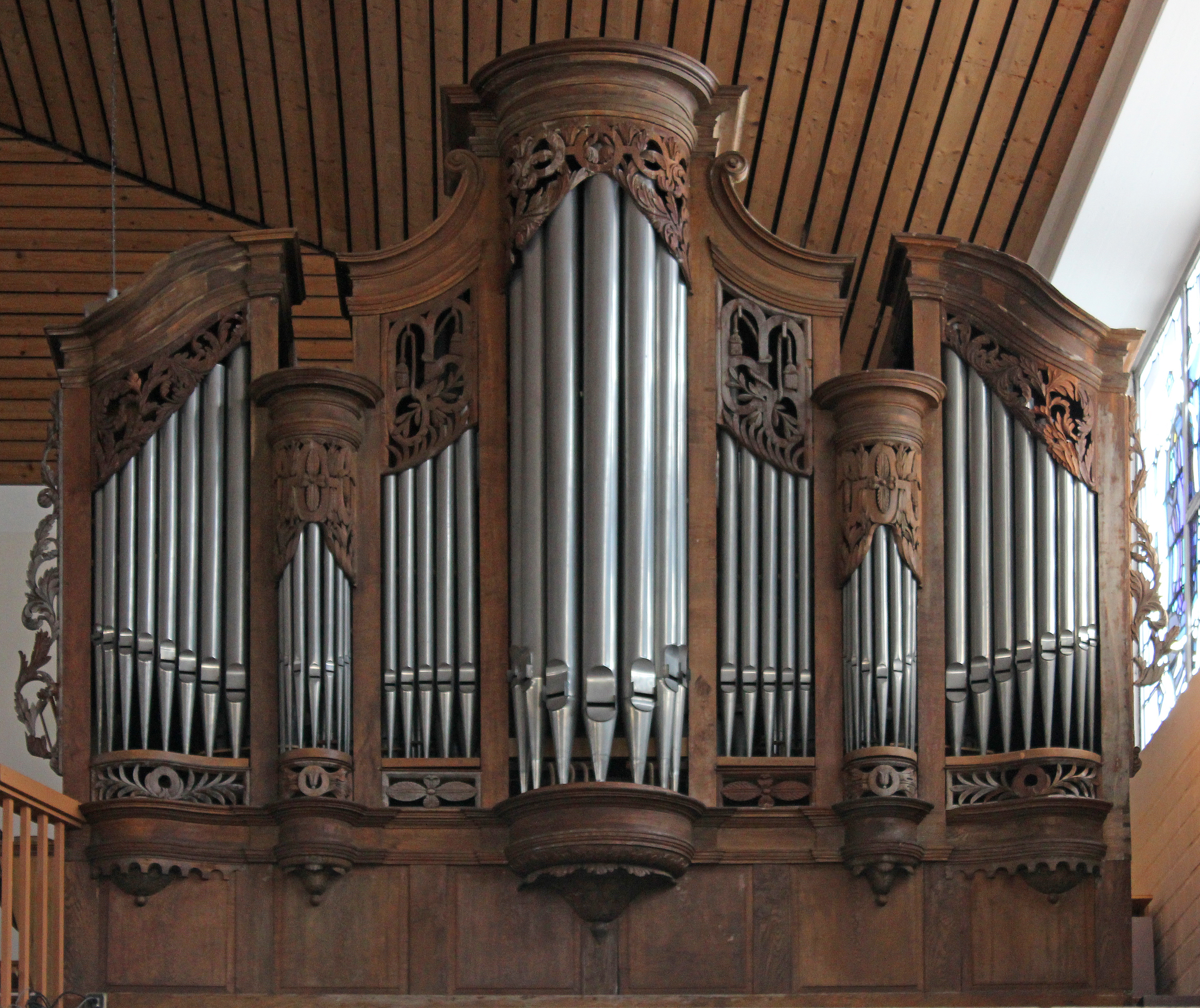
Orgelprospekt

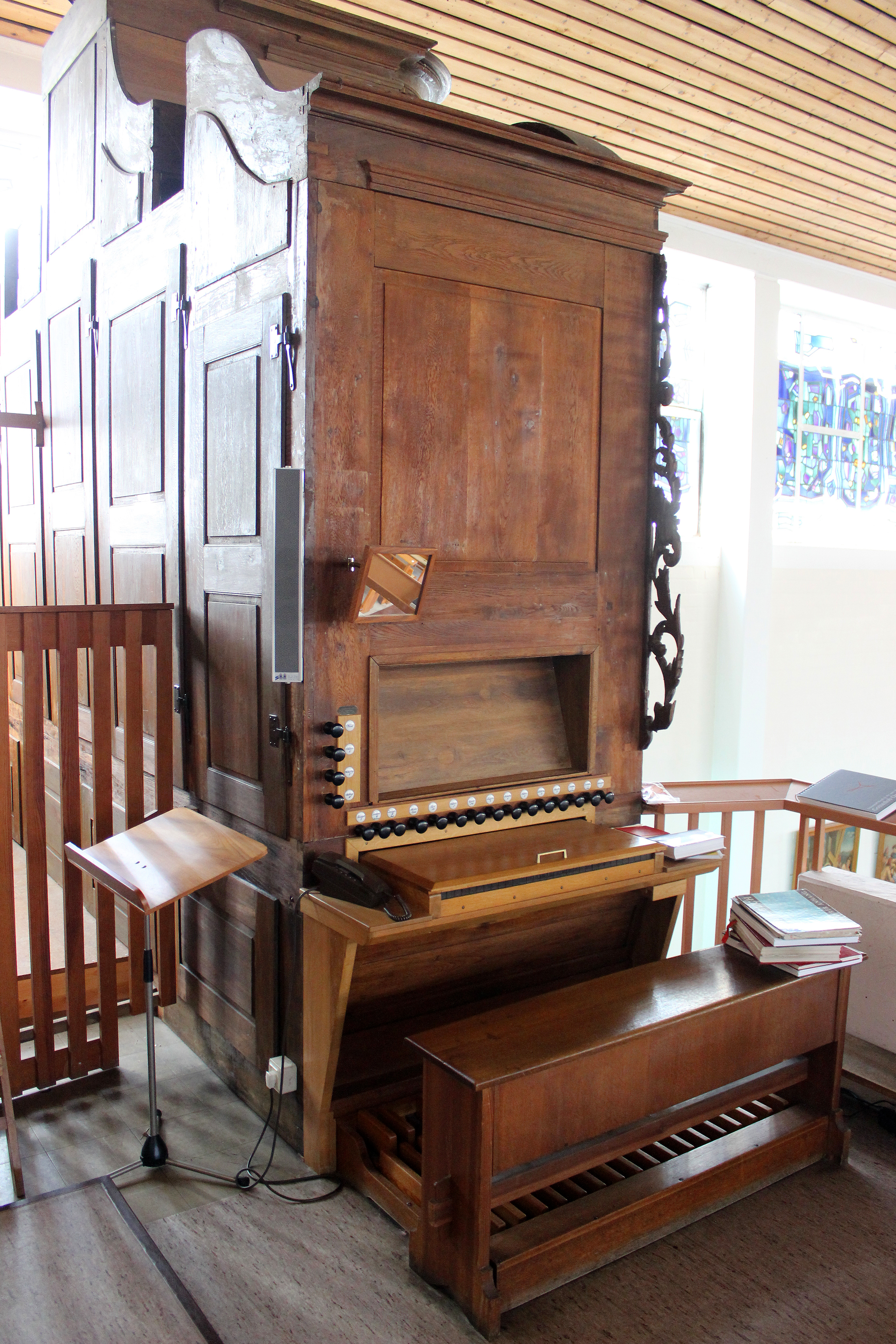
Orgel von der Seite

Die Orgel wurde 1838 von Carl und Franz Heinrich Stumm mit 16 Registern auf einem Manual und Pedal gebaut. Nach den Aufzeichnungen im Orgelgehäuse wurde sie am 10. Oktober 1838 aufgestellt. Damit ist sie eine der ältesten Orgeln im Saarland.
Leider musste das Instrument im Laufe der Jahre mehrfach Umbauten über sich ergehen lassen (1860, 1896, 1950 und 1970) und verlor dabei einen Großteil seines originalen Pfeifenwerks. Nach der Erweiterung der Kirche wurde die Orgel 1970 durch Lotar Hintz auf die neue Empore versetzt. 2003 erfolgte eine größere Reparatur durch Hugo Mayer Orgelbau. Das klassizistische Eichenholzgehäuse, die Manualwindlade und vier Register von Stumm haben sich erhalten. Die Disposition lautet wie folgt:
| I Hauptwerk C–g3 |               |         |
| 1.               | Principal     | 8′      |
| 2.               | Flöth travers | 8′ D    |
| 3.               | Gamba         | 8′      |
| 4.               | Gedackt       | 8′ B/D  |
| 5.               | Octav         | 4′      |
| 6.               | Flöte         | 4′      |
| 7.               | Fugara        | 4′      |
| 8.               | Quint         | 2 ⁄3′   |
| 9.               | Octav         | 2′      |
| 10.              | Terz          | 1 3⁄5′  |
| 11.              | Mixtur III    | 1′      |
| 12.              | Trompete      | 16′ B/D |
| 13.              | Trompete      | 8′      |

| Pedal C–f1 |           |     |
| 14.        | Subbass   | 16′ |
| 15.        | Octavbass | 8′  |
| 16.        | Octavbass | 4′  |

- Koppeln: I/P
- Spielhilfen: eine freie Kombinationen, Tutti, automatisches Pianopedal, Crescendo

Ein Klangdokument der Orgel liegt mit der CD-Einspielung Un plaisir von Christian Brembeck vor.